# Oswaldo Cruz (Rio de Janeiro)
Pour l’article homonyme, voir Oswaldo Cruz.
Oswaldo Cruz est un quartier de la zone nord de Rio de Janeiro, situé à proximité des quartiers de Madureira (est), Bento Ribeiro (ouest), Vila Valqueire (sud) et Turiaçu (nord). Elle est connue à l'échelle nationale pour être le lieu de naissance de Portela, le grand champion du Carnaval Carioca.
Coupé par la voie ferrée, Oswaldo Cruz est un quartier résidentiel, avec environ 30 000 habitants.

## Histoire
Le quartier faisait autrefois partie de la paroisse d'Irajá, créée en 1644. À la fin du XIXème siècle et au début du XXème siècle, l'économie de la région, soutenue par l'esclavage, entre en crise et les vieux latifundiums commencent à être divisés par la population pauvre, principalement par des personnes fuyant les réformes urbaines réalisées dans le centre de la ville.
En 1890, la gare de trains Dona Clara est inaugurée, qui a donné son nom à la zone environnante avec limites encore non définies. En 1917, avec la mort du médecin et ingénieur sanitaire Oswaldo Cruz, la gare locale est rebaptisée et avec le temps ce nom finit d'être attribué au quartier. Cependant, jusqu'à aujourd'hui, dans le quartier de Madureira, il y a une rue qui porte le nom de Dona Clara.